# Lauchringen West
Lauchringen West – stacja kolejowa w Unterlauchringen (gmina Lauchringen), w kraju związkowym Badenia-Wirtembergia, w Niemczech.

## Połączenia
Na stacji zatrzymują się pociągi osobowe i Interregio-Express.
Połączenia (stacje końcowe):
- Bazylea
- Biberach
- Lauchringen
- Singen
- Szafuza
- Ulm
- Waldshut

| Lauchringen West          |  |                                |
| Linia Hochrhein           |  |                                |
| Tiengenodległość: 3,25 km |  | Lauchringen odległość: 0,75 km |